# Kardzhali (huyện)
Kardzhali là một huyện thuộc tỉnh Kardzhali, Bungaria. Dân số thời điểm năm 2001 là 69830 người.